# Russ Meyer

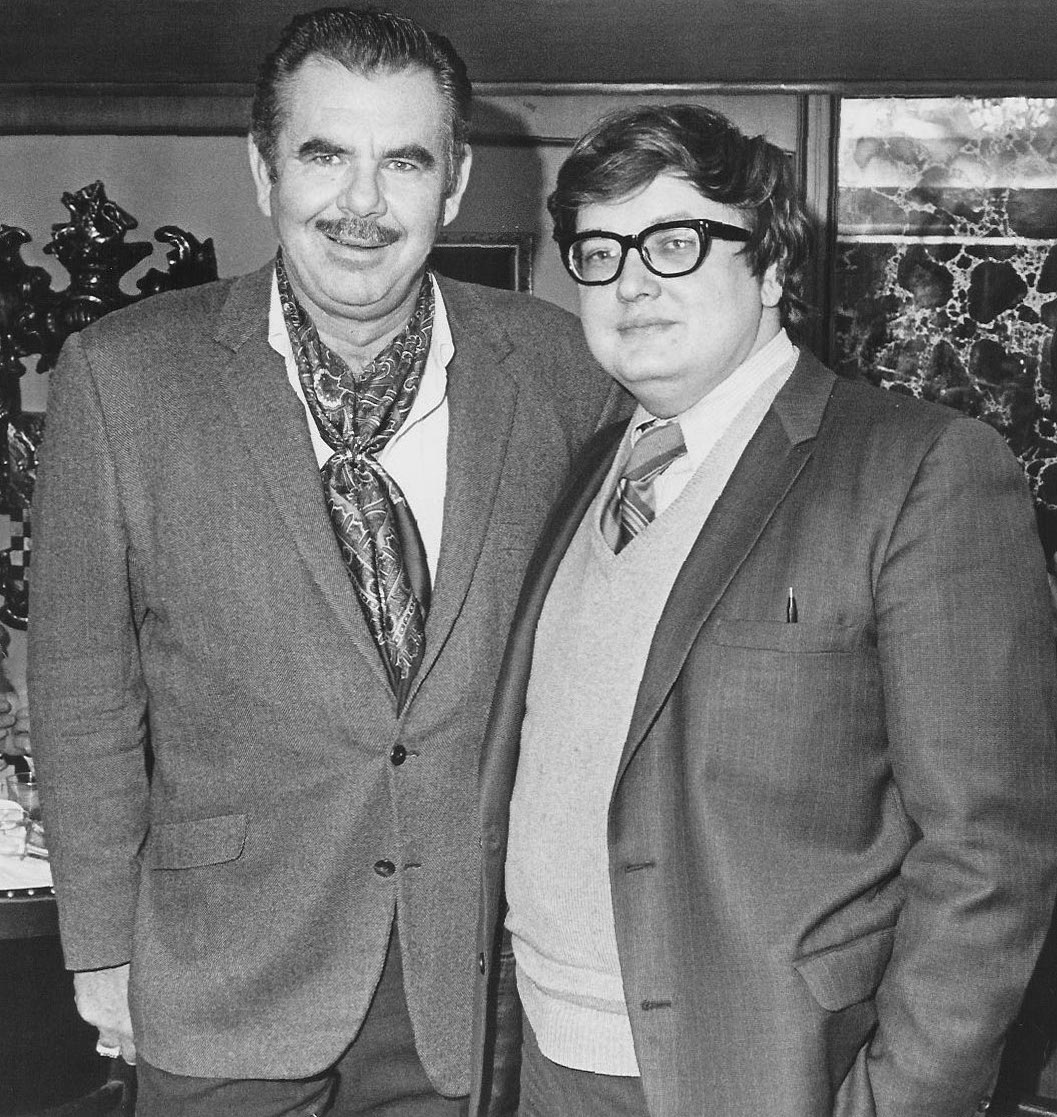
Russ Meyer (links) en Roger Ebert, 1970

Russell Albion (Russ) Meyer (Oakland, 21 maart 1922 – Los Angeles, 18 september 2004) was een Amerikaans regisseur en producent van sexploitationfilms. Hij is bekend geworden door zijn goedkoop gemaakte films waarin vooral vrouwen met grote borsten een hoofdrol spelen.

## Biografie
Al vanaf jonge leeftijd maakte Russ Meyer thuis kleine films. In de Tweede Wereldoorlog werkte hij als cameraman om het thuisfront van nieuws te voorzien. Terug in Amerika werd hij fotograaf, hij werkte onder andere voor het blad Playboy.
In 1958 richtte hij met zijn vrouw Eve Meyer een productiemaatschappij op en maakte zijn eerste seksfilm, The Immoral Mr.Teas (1959). Hiermee verdiende hij meer dan 1 miljoen dollar, wat hem de mogelijkheid gaf om zich uitsluitend aan het maken van films te wijden. In de hierna volgende jaren maakte hij meer dan 20 films, die door een snelle en goedkope productie het veelvoudige van hun budget aan winst opbrachten. Zijn grootste succes was de film Vixen (1968) die meer dan 6 miljoen dollar opleverde bij een budget van 70.000 dollar.
Russ Meyer was gek op extreem grote borsten. In een interview met Playboy gaf hij aan dat de bovenomvang van een vrouw voor hem pas mooi was bij minimaal 120 cm. Door (veelal mannelijke) fans werden zijn films als cult beschouwd.
In de jaren '60 golden de films van Russ Meyer in Amerika als pornografie, tegenwoordig worden ze geschaard onder de softcore. In zijn films spelen, naast grote borsten, een bijna cartooneske humor en choquerende overgangen naar bizarre geweldsscènes een belangrijke rol. Drie van zijn films zijn opgenomen in de verzameling van het Museum of Modern Art in New York.
Russ Meyer is getrouwd geweest met:
- Bety Valdovinos (trouwdatum en scheidingsdatum onbekend)
- Eve Meyer (van 2 april 1952 tot 1969)
- Edy Williams (van 27 juni 1970 tot 7 november 1977)

Hij is nooit getrouwd geweest met zijn meest gebruikte filmster, Kitten Natividad, hoewel velen dit wel dachten.
Russ Meyer overleed thuis in Hollywood Hills, ten gevolge van een longontsteking en dementie.

## Filmografie
- 1950 - The French Peep Show
- 1959 - The Immoral Mr. Teas
- 1959 - This Is My Body
- 1960 - Eve and the Handyman
- 1960 - Naked Camera
- 1961 - Erotica
- 1962 - Wild Gals of the Naked West
- 1963 - Europe in the Raw
- 1963 - Heavenly Bodies!
- 1963 - Skyscrapers and Brassieres
- 1964 - Lorna
- 1964 - Fanny Hill
- 1965 - Mudhoney
- 1965 - Motorpsycho
- 1966 - Faster, Pussycat! Kill! Kill!
- 1966 - Mondo Topless
- 1967 - Common Law Cabin
- 1967 - Good Morning...and Goodbye!
- 1968 - Finders Keepers, Lovers weepers!
- 1968 - Vixen
- 1969 - Cherry, Harry and Raquel
- 1970 - Beyond the Valley of the Dolls
- 1971 - The Seven Minutes
- 1972 - Blacksnake
- 1975 - SuperVixens
- 1976 - Up!
- 1978 - Who Killed Bambi? (niet afgemaakt)
- 1979 - Beneath the Valley of the Ultravixens
- 2001 - Pandora Peaks